# Vestfold
Vestfold ( ? i  escolteu-ne la pronunciació en noruec) és una regió tradicional, un comtat i un districte electoral de Noruega. El comtat va ser dissolt el 31 de desembre de 2020, quan va ser incorporat al nou comtat de Viken. Limitava amb els comtats de Buskerud i Telemark. La capital n'era Tønsberg i la ciutat més gran n'era Sandefjord. Vestfold era el segon comtat més petit de Noruega per superfície. El 2016 la seva població era de 244.967 habitants.
Vestfold es troba a l'oest del fiord d'Oslo, com el seu nom indica. Inclou moltes de les més petites, però ben conegudes ciutats de Noruega, com Larvik, Sandefjord, Tønsberg i Horten, en un cinturó gairebé constant de les zones urbanes al llarg de la costa, començant a Oslo i acabant a la veïna regió de Telemark. El riu Numedalslågen travessa el comtat. Moltes de les illes estan situades a la costa. Vestfold està dominat majoritàriament per les terres baixes i és una de les millors zones agrícoles de Noruega. Els hiverns duren aproximadament tres mesos, mentre que les temperatures agradables d'estiu es donen de maig a setembre, amb una alta mitjana al juliol de 17 °C.
Vestfold es coneix tradicionalment per la pesca i la vela. Sandefjord abans era una caserna general de la flota balenera noruega, i Horten solia ser un port naval important. Les ciutats costaneres de Vestfold ara es dediquen a la pesca i la construcció naval. També es duu a terme una mica d'explotació forestal a l'interior. L'àrea també inclou algunes de les millors terres de cultiu a Noruega. Vestfold és l'únic comtat en el qual tots els municipis han declarat el Bokmål per ser la seva única forma oficial per escrit de la llengua noruega.

## Etimologia
Vestfold significa "Fold occidental", ja que aquest es troba a l'oest del fiord d'Oslo, i antigament aquest era anomenat "Fold". Abans del 1919, el comtat va ser cridat Jarlsberg og Larvik Amt. L'amt va ser creat el 1821, que consta dels dos antics comtats de Jarlsberg i Larvik. A l'era dels vikings, Vestfold també es va referir a Eiker, Drammen, Kongsberg, Lier, i Oslo.

## Història
La família de Harald I era d'aquesta regió. Fins a l'arribada d'aquest últim, Vestfold era un petit regne independent. Des del segle x, els reis locals podrien sorgir com la primera dinastia d'iniciar la unificació de Noruega.

## Transports
La Línia de Vestfold és una línia de ferrocarril que transcorre des de Drammen, a través d'una sèrie de ciutats a Vestfold i acabant a la ciutat de Skien a Telemark. La ruta europea E18 passa pel comtat més o menys paral·lel a la via fèrria.
Hi ha dues connexions de ferri internacionals, tots dos operats per Color Line. Larvik està connectat amb la ciutat danesa de Hirtshals, l'altra ruta és entre Sandefjord i Strømstad a Suècia. A més, hi ha una ruta de connexió interna entre Horten i Moss.
L'aeroport de Sandefjord-Torp serveix tant per a destins nacionals com internacionals. És centre regional de l'aerolínia de baix cost de Noruega, així com les companyies de baix cost Ryanair i WizzAir que també operen des de l'aeroport.

## Divisió administrativa
Es divideix en 14 municipis:
1. Andebu
2. Hof
3. Holmestrand
4. Horten
5. Lardal
6. Larvik
7. Nøtterøy
8. Re
9. Sande
10. Sandefjord
11. Stokke
12. Svelvik
13. Tjøme
14. Tønsberg